# Heterocythereis albomaculata
Heterocythereis albomaculata is een mosselkreeftjessoort uit de familie van de Hemicytheridae. De wetenschappelijke naam van de soort is voor het eerst geldig gepubliceerd in 1838 door Baird.